# یوبل
یوبل (به لاتین: Uble) یک زیستگاه انسانی در کرواسی است که در Lastovo واقع شده‌است.

## خصوصیات
یوبل ۲۲۲ نفر جمعیت دارد.